# Georocu Mare, Dolj
Georocu Mare este un sat în comuna Bratovoești din județul Dolj, Oltenia, România.
 Acest articol despre o localitate din județul Dolj este deocamdată un ciot. Puteți ajuta Wikipedia prin completarea lui.